# 라이리크 벤트

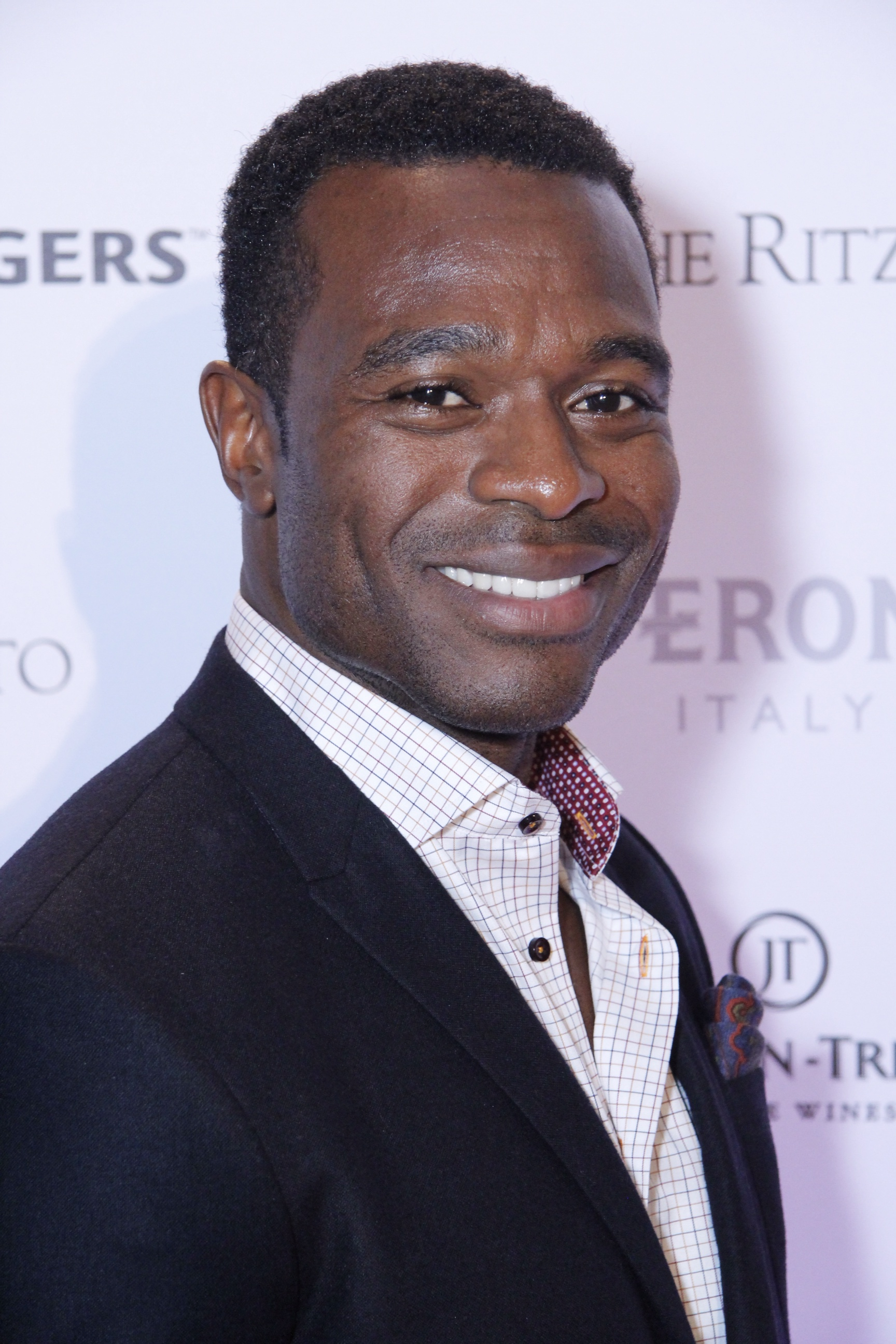

리릭 벤트(Lyriq Bent, 영어 발음: /ˈlɪrik/, 1979년 7월 15일 ~ )는 캐나다의 배우이다.
킹스턴에서 태어났다.

## 출연 작품
- 당신보다 그것이 좋아

- 테일러 페리스 애크리모니 (2018년)
- 페이 더 고스트 (2015년) - 조던 역
- 알리야: 더 프린세스 오브 R&B (2014년)
- 어 데이 레이트 앤드 어 달러 쇼트 (2014년)
- 홈 어게인 (2012년) - 던스턴 윌리암스 역
- 마더스 데이 (2010년)
- 디펜더 (2009년) - 웨인 역
- 쏘우 5 (2008년)
- 드레스덴 파일 (2007년)
- 쏘우 4 (2007년) - 릭 역
- 스킨워커스 (2006년) - 도엑 역
- 테이크 더 리드 (2006년) - 이지 역
- 쏘우 3 (2006년) - 리그 역
- 쏘우 2 (2005년) - 리그 역
- 4 브라더스 (2005년) - 데미안 역
- 크라임 스프리 (2003년)
- 허니 (2003년)
- 스트리트 타임 (2002년)
- 뮤턴트 X (2001년)
- 케이브맨 (2001년)

### 텔레비전
- Sophie (2008-09)
- 루키 블루 (2010-14)